# Ribozyme
Ribozyme hay RNA enzyme là những phân tử RNA có khả năng xúc tác một phản ứng hóa học. Trong tự nhiên, nhiều ribozyme xúc tác cho sự phân cắt của chính nó hoặc của những RNA khác. Ngoài ra, ribosome (một loại ribozyme) xúc tác phản ứng như một aminotransferase.
Một số ribozyme nổi tiếng là RNase P, Intron nhóm I và nhóm II, leadzyme, hairpin ribozyme, ribozyme đầu búa, hepatitis delta virus ribozyme, và tetrahymena ribozyme.

## Hình ảnh

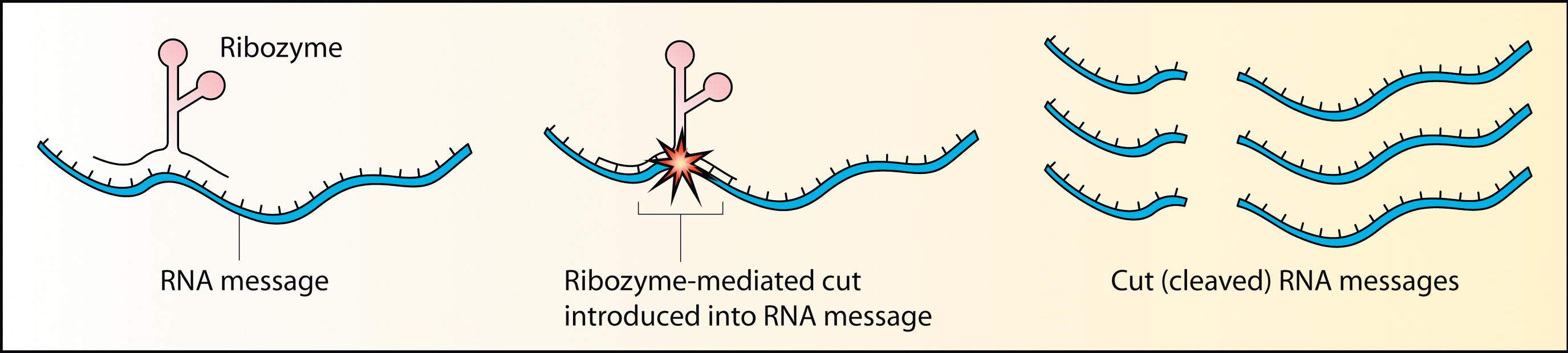
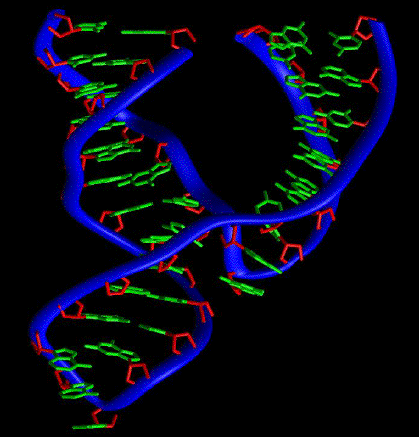